# Fröken Julie
Fröken Julie - no Brasil Senhorita Júlia, e em Portugal Menina Júlia - é uma obra de teatro (tragédia) do escritor sueco August Strindberg, publicada originalmente em 1888.

O drama narra em estilo naturalista, a história trágica da breve relação entre a jovem aristocrata Júlia e o seu serviçal Jean numa noite de verão.
Os temas das classes sociais, do amor e da batalha dos sexos constituem o fundo desta tragédia.

A peça tem três personagens no total : Júlia ,uma jovem mulher aristocrata ,  João, um moço de recados/ criado e Cristina,criada  cozinheira , namorada de João ,focando , principalmente , em João e Júlia , personagens centrais da trama. A história conta a vida dessas três personagens e como funcionam as relações interpessoais estabelecidas entre eles. A ação passa-se na noite  de São João, em casa de Júlia,filha do conde e ,~
ainda,senhora e dona da casa. Júlia começa, então, numa posição dominante ,de poder. Mas tudo muda  após ter se envolvido intimamente  com João. E daí começar a queda de Júlia, a sua reputação vai por água abaixo, manchada por se ter relacionado com um criado,  uma pessoa abaixo do seu grupo social. João, ao longo da peça e do desenrolar da ação , mostra-se frio , calculista,manipulador ambicioso, aproveitando -se e seduzindo a jovem rapariga ,ingénua e inocente, para tentar ascender a nível social e ganhar poder. Com a sua moral arruinada, João tenta influenciar Júlia para fugir daquele lugar e recomeçar do zero noutro,mostrando de novo esse caráter manipulador.
A jovem não aguenta a pressão e o julgamento que sofre e acaba por ter um fim trágico, suicidando-se.
Júlia já era instável pelo seu passado familiar,negro , então quando vê o seu pássaro morto, de forma violenta por João, com um cutelo e perde o respeito do pai, o conde,sente-se cada vez mais solitária e instável. Ela procurava amor , algo que não teve da sua mãe, então perder quem mais a ama(pássaro , pai) fez com que endoidecesse e não ter forças para continuar a viver.
O cenário ,segundo o próprio autor,  é  simples , sendo apenas uma cozinha com elementos que a representam ,obrigando o espectador a usar e estimular a sua criatividade , criando uma imagem de cozinha através da  sua imaginação.

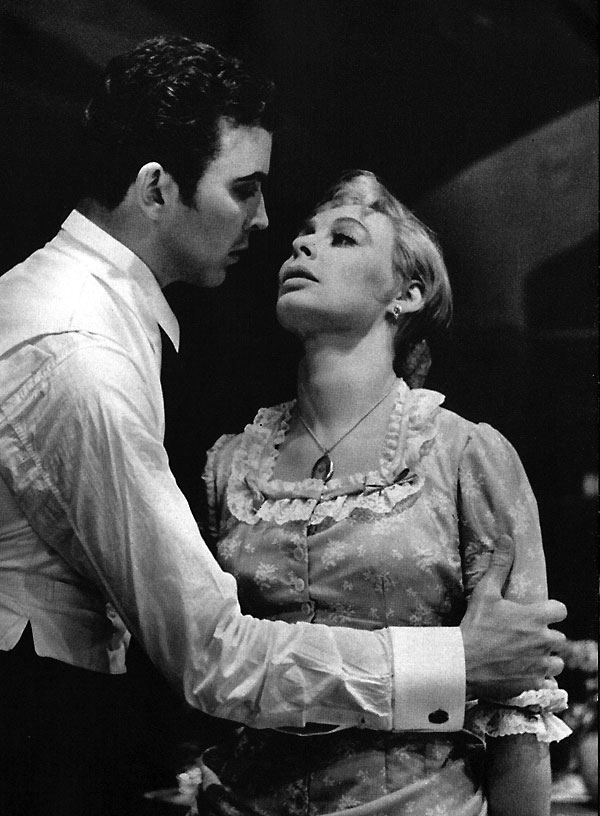
Ove Tjernberg e Gerd Hagman numa apresentação da peça em 1955.